# アンナ・マール
アンナ・マール（Anna Malle、 1967年9月14日 - 2006年1月25日）は、アメリカ合衆国のポルノ女優。イリノイ州ハバナ出身。